# GUA
 Der er for få eller ingen kildehenvisninger i denne artikel, hvilket er et problem. Du kan hjælpe ved at angive troværdige kilder til de påstande, som fremføres i artiklen.

GUA (Gennemgribende udviklingsforstyrrelse(r), anden) er en forkortelse for F.84.8 Anden gennemgribende udviklingsforstyrrelse(r), som er en diagnose i WHOs ICD-10 diagnosesystem.
Denne diagnose bliver anvendt når en person ikke opfylder kravende til de andre ASF diagnoser men som stadig har udfordringer inden for socialt samspil og kommunikation. Mange med GUA oplever desuden angst og tankeforstyrrelser. De gennemgribende udviklingsforstyrrelser (GU) kendetegnes primært ved sociale forstyrrelser. Et problem med GUA-diagnosen er at den er uden egentlige diagnostiske kriterier, samtidig med at mange med GUA har store sammenfald, komorbiditet med andre problematikker, som f.eks. ADHD, OCD og tics.
Efter det tidligere diagnosesystem ICD-8 fandtes diagnose infantil grænsepsykose, som førhen gjaldt mange af de børn der i dag har diagnosen GUA. Den tilsvarende amerikanske betegnelse fra diagnosesystemet DSM-IV var Pervasive developmental disorder – not otherwise specified (PDD-NOS), men i dag er alle ASF diagnoserne i USA samlet under en diagnose: Autism spectrum disorder. En amerikansk børnepsykiater Donald Jay Cohen har forsøgt at etablere konkrete kriterier for en gruppe børn med svære symptomer og sociale vanskeligheder og har kaldt diagnosen for Multiple Complex Developmental disorder(MCDD).

## Symptomerne
Et barn med GUA oplever et følelsesmæssigt kaos, dette kan medføre blandt andet[kilde mangler]:
- angst, usædvanlig frygt eller fobier
- impulsivitet
- hyperfølsomhed
- forstyrret realitetssans, tvangstanker og psykoser
- manglende evne til at indgå og bevare relationer til jævnaldrende
- begrænset evne til at forstå eller aflæse andres følelsesreaktioner
- springende tankegang, irrationalitet

## Landsforeningen Autisme
Landsforeningen Autisme er interesseorgnisation for mennesker berørt af alle former for autisme. Aspergers Syndrom, Infantil Autisme, Atypisk Autisme, GUU (Gennemgribende udviklingsforstyrrelse(r), uspecificeret) eller GUA. Foreningen henvender sig til mennesker med autisme samt til forældre og fagfolk. Foreningen er hjemmehørende i Handicaporganisationernes Hus på Blekinge Boulevard 2, i Taastrup. Per 1. juli 2017 flytter Landsforeningen Autisme til eget domicil på Banestrøget 19-21, 2630 Taastrup. Lige op af Høje Taastrup station.